# Такаландзе, Геннадий Орденович
Такаландзе Геннадий Орденович – кандидат сельскохозяйственных наук, доцент, ректор Иркутской государственной сельскохозяйственной академии.

## Биография
Такаландзе Геннадий Орденович родился 14 августа 1958 года в селе Набакеви Гальского района Абхазской АССР.
В 1977 году окончил СПТУ-46 п. Сабирио Гальского района Абхазской АССР.
С 1978 по 1980 год служил в рядах Советской Армии.
В 1982-1987 году обучался в Иркутском сельскохозяйственном институте на агрономическом факультете.
В 1986-1987 – работал в должности заместителя секретаря комитета ВЛКСМ ИСХИ г. Иркутск.
С 1987 по 1992 год – старший научный сотрудник кафедры земледелия, затем заведующий опытным полем ИСХИ.
В 1993 году успешно защитил кандидатскую диссертацию по специальности  06.01.01: Общее земледелие, растениеводство. Тема диссертации: обоснование систем минимальной обработки выщелоченного чернозема в полевых севооборотах лесостепной зоны Приангарья.
С 1992 по 2011 год занимал должности проректора по административно-хозяйственной части, социальным вопросам, социально-экономическим вопросам.
С 1996 по 2000 год – доцент кафедры земледелия и почвоведения ИрГСХА.
В августе 2011-го Такаландзе был назначен исполняющим обязанности ректора ИрГСХА.
20 декабря 2011 года большинством голосов избран на пост ректора Иркутской сельскохозяйственной академии.
В 2014 году был избран депутатом Думы Иркутского районного муниципального образования 6 созыва (2014 – 2019 гг)
В декабре 2015 года снят с должности ректора
В настоящий момент объявлен в международный розыск по обвинению в мошенничестве в особо крупном размере.
Автор 15 научно-методических работ по актуальным вопросам земледелия Иркутской области. Кандидат сельскохозяйственных наук.